# نظرية تحقيق التوقعات في الأحلام
نظرية تحقيق التوقعات في الأحلام، هي نظرية من اقتراح عالم النفس جو غريفين في عام 1993. تفترض النظرية أن الوظيفة الأساسية للأحلام -خلال مرحلة نوم حركة العين السريعة- هي اختبار الإثارات العاطفية غير المُفرغة مجازيًا (التوقعات) والتي لم يجر التعبير عنها خلال اليوم السابق. تفترض النظرية أن القلق المفرط (الذي يُعتبر بمثابة إساءة استخدام للخيال من غير قصد) من شأنه أن يثير الجهاز العصبي الذاتي، الأمر الذي يزيد من الحاجة إلى الحلم أثناء نوم حركة العين السريعة. يحرم هذا الأمر الفرد من انتعاش العقل والجسد، الذي ينجم عادةً عن مرحلة نوم الموجة البطيئة.

## نوم حركة العين السريعة
يمر كل فرد بفترات من مرحلة نوم حركة العين السريعة كل ليلة، وهي مرحلة تمتد لنحو 90 دقيقة. تحدث معظم الأحلام خلال هذه المرحلة. تستغرق مرحلة نوم حركة العين السريعة عادةً ما يصل إلى ساعتين من وقت النوم الإجمالي. يتمكن معظم الناس من تذكر أحلامهم عند استيقاظهم مباشرةً بعد مرحلة نوم حركة العين السريعة.
تبين الدراسات المختبرية لموجات الدماغ مرور الإشارات الكهربائية القوية عبر الدماغ قبل دخول الشخص في مرحلة نوم حركة العين السريعة وأثناءها. تظهر هذه الإشارات في تسجيلات تخطيط كهربية الدماغ على شكل تموجات تُعرف باسم التموجات الجسرية الركبية القذالية (بّي. جي. أو)، إذ سُميت وفقًا لأسماء أجزاء الدماغ التي تمر من خلالها التموجات. تظهر هذه التموجات خلال فترة الاستيقاظ أيضًا، وذلك عند توجيه الانتباه إلى منبه ما، إذ تُعرف هذه الظاهرة باسم «استجابة التوجيه». تمثل هذه التموجات إشارةً إلى الحلم أثناء النوم.

## أبحاث الحلم
خلص جو غريفين بعد سنوات من إجراءه للأبحاث حول أحلامه وأحلام الآخرين إلى اعتبار الأحلام بمثابة اختبار مجازي للإثارات العاطفية التي لم يجري التعبير عنها أو اختبارها خلال اليوم، فهو الحل التطوري الطبيعي للتعامل مع حاجة الحيوانات إلى كبح الإثارات كالغضب أو الرغبة في تناول الطعام أو الرغبة في التزاوج مثلًا، وذلك في حال كان التصرف وفقًا لهذه الغرائز أمرًا غير لائقًا أو خطرًا. وبالتالي، تُعطل هذه الإثارات بشكل آمن لاحقًا أثناء الحلم. تتسم المجتمعات المعاصرة عمومًا باختبار أفرادها لمشاعر قوية، لكن يُعتبر التصرف حيالها أمرًا غير لائقًا. لا تنطوي الأحلام على حجج، إذ يجري التعبير عن العاطفة والهواجس الخاصة والمخاوف والرغبات التي لم يستسلم إليها المرء (كالأطعمة أو الأنشطة الممنوعة مثلًا). افترض غريفين أن مرحلة نوم حركة العين السريعة من شأنها أن تحافظ على غرائزنا ودوافعنا سليمةً من خلال سماحها بتفريغ الإثارات بأمان أثناء الحلم. (إن نُشطت الغرائز باستمرار ولم يتصرف المرء بموجبها بأي شكل من الأشكال ستبدأ بالانقراض تدريجيًا). تشير زيادة نشاط التموجات الجسرية الركبية القذالية (بّي. جي. أو) قبل الحلم وأثناءه إلى وجود شيء ما في طور التفريغ. تتحرر إمكانيات معالجة البيانات الخاصة بالقشرة المخية الحديثة بمجرد تعطيل أنماط الغريزة، وذلك كي تبدأ بالتعامل مع الحالات الطارئة المثيرة من الناحية العاطفية في اليوم التالي. نظر فرويد إلى الأحلام على أنها بالوعة اللاوعي، بينما أطلق غريفين عليها اسم المرحاض النظيف.